# Зона рэнда

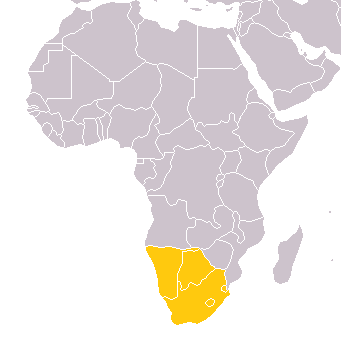
Страны Южноафриканского таможенного союза

Зона рэнда (англ. Rand Zone) — валютный союз на базе южноафриканского рэнда, в который в разное время входили члены Южноафриканского таможенного союза: ЮАР, Лесото, Намибия, Эсватини и Ботсвана. Возникла в 1972 году после выхода этих стран и территорий из зоны фунта стерлингов. В настоящее время в союз входят ЮАР, Лесото и Намибия. В Эсватини, которое формально вышло из базовых соглашений зоны, курс национальной валюты привязан к южноафриканскому рэнду. В Ботсване валютный курс национальной валюты привязан к бивалютной корзине, включающей СДР и рэнд, при этом доля последнего в этой корзине выше.

## Стерлинговая зона
В 1825 году фунт стерлингов был объявлен законным платёжным средством в британских колониях, в том числе и в британской колонии в Южной Африке — Капской колонии. Фунт стерлингов использовался в обращении также в бурских республиках — Наталь, Трансвааль и др. Выпускавшийся в Трансваале в 1874—1902 годах южноафриканский (трансваальский) фунт был равен фунту стерлингов и обращался параллельно с ним. С образованием новых британских южноафриканских колоний расширялась зона использования фунта стерлингов.
В 1910 году путём объединения четырёх британских колоний (Капская колония, Наталь, Колония Оранжевой реки и Трансвааль) был создан Южно-Африканский Союз (ЮАС). Законным платёжным средством по-прежнему был фунт стерлингов, в обращении использовались британские монеты, а также банкноты, выпускавшиеся восемью частными южноафриканскими банками.
На территории Германской Юго-Западной Африки обращалась германская марка. С началом Первой мировой войны был начат выпуск собственных денежных знаков (марка Германской Юго-Западной Африки). В 1915 году германская колония была оккупирована войсками ЮАС и марку официально заменил в обращении фунт стерлингов, однако ещё в 1916—1918 годах выпускались частные денежные знаки в марках (марка Юго-Западной Африки).
В 1920 году был создан государственный Южно-Африканский резервный банк, а 19 апреля 1922 года был введён южноафриканский фунт, равный фунту стерлингов. В течение 10 лет (до 1932 года) в обращении продолжали использоваться банкноты, выпущенные частными банками, а также британские монеты.
Новая валюта находилась в обращении не только в ЮАС, но и на территории Басутоленда (в настоящее время Лесото), Бечуаналенда (Ботсвана), Свазиленда, а также Юго-Западной Африки (Намибия), которая в 1920 году получила статус подмандатной территории под управлением ЮАС, а в 1949 году была включена в состав ЮАС.
В 1961 году была провозглашена Южно-Африканская Республика, в том же году вместо южноафриканского фунта была введена новая валюта — рэнд ЮАР, равный 1⁄2 южноафриканского фунта и фунта стерлингов. ЮАР вышла из британского Содружества наций, однако осталась в составе стерлинговой зоны. Рэнд сменил фунт в обращении также на остававшихся под управлением Великобритании территориях — Басутоленде, Бечуаналенде и Свазиленде. Получившие в 1966 году независимость Ботсвана и Лесото, а в 1968-м — Свазиленд продолжали использовать в обращении рэнд.
18 ноября 1967 года фунт стерлингов был девальвирован на 14,3 %. Рэнд не был девальвирован, был установлен новый паритетный курс: 1 фунт стерлингов = 1,7143 рэнда. 25 августа 1971 года была отменена привязка рэнда к фунту, заменённая привязкой к доллару США, однако вскоре, после девальвации доллара, 22 декабря того же года вновь введена привязка рэнда к фунту по среднему курсу — 1,95 рэнда за фунт стерлингов. Менее чем через год, в октябре 1972 года, привязка рэнда к фунту стерлингов была отменена и более не вводилась, Южно-Африканская Республика и использовавшие рэнд Ботсвана, Лесото, Свазиленд, а также Юго-Западная Африка (Намибия), которая продолжала оставаться под контролем ЮАР, вышли из стерлинговой зоны.

## Этапы формирования зоны рэнда
Формирование зоны рэнда фактически началось в рамках стерлинговой зоны в 1922 году вместе с появлением южноафриканского фунта, предшественника современной валюты ЮАР. Будучи привязанным к фунту стерлингов, южноафриканский фунт использовался в качестве единственного законного средства платежа на территории современных ЮАР, Ботсваны, Лесото, Намибии и Свазиленда. Выход этих стран (Намибии в качестве территории, подконтрольной ЮАР) из зоны фунта стерлингов и фактическое создание уже самостоятельной зоны рэнда произошло в 1972 году, однако формальное соглашение о её формировании было подписано после долгих переговоров только в декабре 1974 года. Она получила официальное название «Валютная зона рэнда» (англ. Rand Monetary Area, RMA).
Ботсвана в состав стран-участниц Валютной зоны рэнда уже не вошла; она продолжала использовать рэнд, пока в 1976 году не ввела собственную валюту — ботсванскую пулу. Ещё раньше, в 1974 году, собственную валюту — лилангени — ввёл Свазиленд, который оставался в составе союза до 1986 года. С его выходом Валютная зона рэнда была преобразована в Единую валютную зону (англ. The Common Monetary Area, CMA). Намибия, всё это время находясь под контролем ЮАР и фактически являясь участницей зоны рэнда, в 1990 году обрела независимость, а в феврале 1992-го формально подписала договор о вхождении в Единую валютную зону. Этот действующий по настоящее время договор получил название «Многостороннее валютное соглашение» (англ. Multilateral Monetary Agreement, MMA).
Таким образом, в настоящее время в зону рэнда формально, на основании Многостороннего валютного соглашения, входят ЮАР, Лесото и Намибия. В последних двух странах введены собственные валюты, соответственно лоти (в 1980-м) и доллар (в 1993-м), чей курс привязан к южноафриканскому рэнду в соотношении 1:1. При этом сам рэнд на территории Лесото и Намибии является полноценный законным средством платежа. Напротив, в ЮАР лоти и намибийский доллар не используются. Свазиленд, на территории которого законным средством платежа является только лилангени, не входит в Многостороннее валютное соглашение, однако курс его национальной валюты привязан к рэнду в соотношении 1:1. В зону рэнда формально не входит и Ботсвана, но и ботсванская пула фактически привязана к южноафриканской валюте: с 1976 по 1980 года её курс был зафиксирован по отношению к доллару США, однако в этот же период к доллару был привязан и рэнд, а с 1980-го в основе курсового режима Ботсваны лежит бивалютная корзина из СДР и рэнда, где доля последнего определяющая.

## Хроника
| Государство                            | Национальная валюта (год введения) | Стерлинговая зона (до 1972 г.) | RMA (1974—1986) | CMA (1986—1992)               | MMA (с 1992 г.) |
| -------------------------------------- | ---------------------------------- | ------------------------------ | --------------- | ----------------------------- | --------------- |
| ЮАР                                    | Фунт (1922), рэнд (1961)           | зелёная ✓                      | зелёная ✓       | зелёная ✓                     | зелёная ✓       |
| Ботсвана (до 1966 г. Бечуаналенд)      | Пула (1976)                        | зелёная ✓                      | (с 1976 г.)     | ❌                            | ❌              |
| Лесото (до 1966 г. Басутоленд)         | Лоти (1980)                        | зелёная ✓                      | зелёная ✓       | зелёная ✓                     | зелёная ✓       |
| Намибия (до 1990 г. под контролем ЮАР) | Доллар (1993)                      | зелёная ✓                      | зелёная ✓       | (в 1990—1992 гг. неформально) | зелёная ✓       |
| Эсватини                               | Лилангени (1974)                   | зелёная ✓                      | зелёная ✓       | ❌                            | ❌              |